# Trevor Murphy
Trevor Murphy, född 17 juli 1995, är en kanadensisk professionell ishockeyback som är kontrakterad till Arizona Coyotes i National Hockey League (NHL) och spelar för deras primära samarbetspartner Tucson Roadrunners i American Hockey League (AHL). Han har tidigare spelat på lägre nivåer för Milwaukee Admirals i AHL och Peterborough Petes och Windsor Spitfires i Ontario Hockey League (OHL).
Murphy blev aldrig draftad.

## Statistik
| 2010–2011  | Sun County Panthers |            | 59  | 39 | 53 | 92  | 50  | — | — | — | — | — |
|            | LaSalle Vipers      | GOJHL      | 3   | 0  | 1  | 1   | 2   | — | — | — | — | — |
| 2011–2012  | Peterborough Petes  | OHL        | 60  | 1  | 19 | 20  | 52  | — | — | — | — | — |
| 2012–2013  | Peterborough Petes  | OHL        | 23  | 2  | 2  | 4   | 23  | — | — | — | — | — |
|            | Windsor Spitfires   | OHL        | 42  | 7  | 17 | 24  | 60  | — | — | — | — | — |
| 2013–2014  | Windsor Spitfires   | OHL        | 51  | 8  | 21 | 29  | 57  | — | — | — | — | — |
| 2014–2015  | Windsor Spitfires   | OHL        | 59  | 24 | 39 | 63  | 104 | — | — | — | — | — |
| 2015–2016  | Milwaukee Admirals  | AHL        | 59  | 11 | 21 | 32  | 37  | 3 | 1 | 0 | 1 | 2 |
| 2016–2017  | Milwaukee Admirals  | AHL        | 75  | 12 | 21 | 33  | 92  | 3 | 2 | 0 | 2 | 4 |
| 2017–2018  | Arizona Coyotes     | NHL        | 1   | 0  | 0  | 0   | 0   | — | — | — | — | — |
|            | Milwaukee Admirals  | AHL        | 48  | 8  | 18 | 26  | 69  | — | — | — | — | — |
|            | Tucson Roadrunners  | AHL        | 8   | 1  | 3  | 4   | 2   | — | — | — | — | — |
| NHL totalt | NHL totalt          | NHL totalt | 1   | 0  | 0  | 0   | 0   | — | — | — | — | — |
| AHL totalt | AHL totalt          | AHL totalt | 190 | 32 | 63 | 95  | 200 | 6 | 3 | 0 | 3 | 6 |
| OHL totalt | OHL totalt          | OHL totalt | 235 | 42 | 98 | 140 | 296 | — | — | — | — | — |